# John Hope (botanico)
John Hope (Edimburgo, 10 maggio 1725 – Edimburgo, 10 novembre 1786) è stato un medico e botanico britannico.
Fu socio della Royal Society of London e presidente del Royal College of Physicians di Edimburgo (1784-1786). È noto per essere stato uno dei primi sostenitori del sistema di classificazione di Carl Linnaeus. Il genere Hopea è stato denominato in suo onore.

## Biografia
Era figlio del chirurgo Robert Hope e di Marion Glas, nipote di Archibald Hope, Lord Rankeillor, senatore del College of Justice a sua volta figlio di sir John Hope, II baronetto. Studiò alla Dalkeith Grammar School e poi medicina alla University of Edinburgh. Iniziò lo studio della botanica con Bernard de Jussieu all'Università di Parigi, ma tornò ai suoi studi in Scozia laureandosi all'University of Glasgow nel 1750.
Nei successivi dieci anni praticò la medicina, occupandosi di botanica nel tempo libero. Alla morte di Charles Alston, nel 1760, gli succedette come botanico del Re e professore di botanica e materia medica alla University of Edinburgh. Tuttavia Hope il suo incarico in materia medica come una minaccia alla sua attività in botanica, e quindi organizzò la divisione della cattedra. Hope divenne professore di medicina e botanica e venne creata una cattedra separata per la materia medica.
Nel 1763, Hope riunì i giardini e le collezioni di piante del Trinity Hospital e di Holyrood in un nuovo sito sulla strada di Leith. Riuscì ad ottenere una dotazione permanente per il giardino, fondando così il primo "Royal Botanic Garden". Anche se pubblicò solo un paio di documenti, ed è quindi poco ricordato come botanico, fece molti primi esperimenti fisiologici. Questi interessarono il suo insegnamento, ma non sono stati pubblicati, e sono stati scoperti solo nei suoi manoscritti inediti molti anni dopo la sua morte. Venne eletto socio della Royal Society nel febbraio 1767.
Morì ad Edimburgo e fu sepolto al Greyfriars Kirkyard. Fu il padre di Thomas Charles Hope, chimico.